# Памятник О. А. Варенцовой
Памятник О. А. Варенцовой установлен в городе Иваново и посвящён революционерке Ольге Афанасьевне Варенцовой; является памятником монументального искусства и объектом культурного наследия.

## История
Памятник открыт 29 мая 1980 года в сквере возле Дворца культуры и техники текстильщиков имени 30-летия Победы на проспекте Ленина. Открытие памятника было приурочено к 75-летию создания первого в России общегородского Совета рабочих депутатов.
Скульптором выступил М. К. Аникушин, архитекторами — Ф. А. Гепнер и Е. К. Касаткин.
Скульптура О. А. Варенцовой высотой 3,6 м выполнена из бронзы, постамент 2,9 м — из гранита.
Рельефная надпись на постаменте «Ольге Афанасьевне Варенцовой» обрамлена бронзовым венком.